# Кетков, Юлий Лазаревич
Юлий Лазаревич Кетков (17 июля 1935 года — 11 января 2014 года) — советский и российский учёный, доктор технических наук, профессор кафедры математического обеспечения ЭВМ факультета вычислительной математики и кибернетики (ВМК) ННГУ, заведующий лабораторией математического обеспечения ЭВМ НИИ прикладной математики и кибернетики, лауреат премии Совета Министров СССР в области кибернетики, действительный член Международной академии информатизации, член-корреспондент Академии инженерных наук РФ.

## Биография
В 1950-е гг. учился на физико-математическом факультете ГГУ. Его с первой группой вычислителей ГГУ в 1956 г. направили на годичную стажировку в Москву — в лабораторию управляющих ЭВМ, в НИВЦ МГУ, в отделение прикладной математики МИАН СССР. Руководителем дипломной работы Ю. Л. Кеткова был А. А. Ляпунов, возглавлявший в то время отдел программирования ОПМ.
Работал в ННГУ с 1957 года, с 1973 года — на кафедре МО ЭВМ (с момента её основания), он является автором десяти известных учебников по информатике и программированию, создателем русской версии интерпретатора языка программирования BASIC.
В 1965 году защитил диссертацию на соискание учёной степени кандидата физико-математических наук по теме «Об оптимальных методах нелинейной аппроксимации плоских кривых и системе автоматизации программирования для обработки геометрической информации» (научный руководитель — доктор физико-математических наук С. И. Альбер). Результаты этой диссертации были использованы при разработке 18 судостроительных проектов, самолёта АН-24 и вертолёта МИ-4, выполненных в конструкторских бюро Горького, Ленинграда, Новосибирска, Ростова-на-Дону.
В 1992 г. защитил докторскую диссертацию по теме «Создание инструментальных программных средств для разработки диалоговых систем САПР и АСНИ». Началом этой работы послужило создание в ГГУ первой в СССР диалоговой системы коллективного пользования на базе алгоритмического языка BASIC. Юлий Лазаревич является разработчиком русской версии интерпретатора языка BASIC.
Ю. Л. Кетков преподавал студентам ряд основных учебных дисциплин: архитектура ЭВМ, программирование в машинных кодах, языки ассемблера, алгоритмические языки, операционные системы, графические пакеты, редакционно-издательские системы. Юлий Лазаревич читал общий курс по программированию на Паскале, C, C++ (визуальные среды Delphi, Borland C++ Builder).
Юлий Лазаревич Кетков специализировался в области машинной графики (отображение и подготовка к изданию цифровых электронных карт).
Ежегодно руководил курсовыми и дипломными работами студентов, магистрантов, аспирантов. С 1991 г. он возглавлял жюри по проведению областных школьных и студенческих олимпиад по информатике и являлся председателем Экспертного совета Министерства образования по присвоению грифов учебникам и учебно-методическим материалам по информатике, членом ученых советов ННГУ, НИИ ПМК и НГАСУ по присуждению степени доктора наук.
Ю. Л. Кетковым опубликовано более 150 научных работ.
Скончался 11 января 2014 года. Похоронен на Красном кладбище Нижнего Новгорода.

## Интересные факты
В молодости Юлий Лазаревич увлекался лёгкой атлетикой и прыжками в высоту (установил рекорд города среди юношей, рекорд ГГУ), спринтом. В 60-е годы увлекался цветной фотографией, изготавливал цветные слайды, которые легли в основу его коллекции.
Его хобби — подводная охота и «грибная охота».
Страсть к собирательству, бережное отношение к предметам и любовь к технике стали источником уникальной коллекции, экспонаты из которой использовались на лекционных демонстрациях по истории ЭВМ.
В сентябре 2004 г. профессор Ю. Л. Кетков стал первым дарителем музея факультета ВМК. Среди его подарков — элементная база первых вычислительных машин, блоки и платы памяти ЭВМ всех поколений, ПК «Commodore 4+», отечественный компьютер «Электроника 60».

## Награды и звания
- Премия Совета Министров СССР в области кибернетики (1990)
- Член-корреспондент Академии Инженерных наук РФ (2000)
- Почетный работник профессионального образования (2005)
- Почетный работник ННГУ (2006)